# Rarities from the Bob Hite Vaults
Rarities From The Bob Hite Vaults ist ein im Jahr 2007 von Walter De Paduwa und Adolfo „Fito“ De La Parra herausgebrachter Sampler. Er enthält Rhythm-and-Blues-Stücke aus den 1940er und 1950er Jahren von relativ unbekannten Interpreten wie zum Beispiel Pete Johnson, Googie René, Earl King und Chuck Higgins. Aber auch Titel bekannter Interpreten, wie Johnny Otis, Etta James und Elmore James. Alle Titel stammen aus Bob Hites Plattensammlung. Inzwischen ist ein weiterer Sampler dieser Reihe mit dem Titel "Dr. Boogie presents Bear Traces" erschienen.

## Hintergrund
Canned-Heat-Gründer und Sänger Bob Hite war ein begeisterter Schallplattensammler. Seit seinem 9. Lebensjahr sammelte er vor allem 78rpm Schallplatten von überall her. 1973 erreichte seine Sammlung eine Stückzahl von über 70.000 Schallplatten. Er eröffnete in Los Angeles einen eigenen Plattenladen und gab die Musikzeitschrift „Rhythm & Blues Collector“ heraus. Nach seinem Tod verfiel die Sammlung, die Hite schon vorher aufgrund finanzieller Probleme teilweise verkaufen musste. Große Teile erhielten Walter de Paduwa, Hites Bruder Richard und Adolfo „Fito“ de la Parra.

## Titelliste
1. Pete Johnson: Death Ray Boogie (3:02)
2. Googie René: Wiggle Tail (2:13)
3. Chuck Higgins: The Itch (2:30)
4. Johnny Otis: You Got Me Cryin (2:59)
5. Bill Haley: Birth of the Boogie (2:17)
6. Clarence Brown: Taking My Chances (2:55)
7. Otis Rush: Jump Sister Bessie (2:33)
8. Etta James: Good Rocking Daddy (2:27)
9. Mad Mel Sebastian: Pachuca Hop (2:12)
10. Eddie Hope: Fool no More (2:24)
11. The Hot Shots: Blue Nights (3:07)
12. Earl King: Eating and Sleeping (2:19)
13. Eddie Hope: Lost Child (2:11)
14. Elmore James: Some Kinda Feeling (2:34)
15. Elmore James: Please Find my Baby (3:11)
16. Elmore James: Country Boogie (2:42)
17. Elmore James: She Just Won’t Do Right (3:05)
18. Elmore James: Baby What’s Wrong (2:55)
19. Elmore James: Sinful Woman (2:53)